# إضراب الأسبستوس
كان إضراب الأسبستوس في عام 1949، ومقره في الأسبستوس وحولها، كيبيك، نزاعاً عمالياً لمدة أربعة أشهر من قبل عمال مناجم الأسبستوس. وقد تم تصويره تقليديا كنقطة تحول في تاريخ كيبيك التي ساعدت على قيادة الثورة الهادئة. كما ساعد في إطلاق وظائف جان مارشان، جيرار بيليتييه، وبيير ترودو.

## الأحداث
في منتصف ليلة 14 شباط 1949، خرج عمال المناجم من العمل في أربعة مناجم الأسبستوس في البلدات الشرقية، بالقرب من مناجم الأسبستوس وكيبيك وثفورد. وعلى الرغم من أن هذه المناجم كانت مملوكة إما لشركات أمريكية أو إنجليزية كندية، فإن جميع العمال تقريبا كانوا من الناطقين بالفرنسية. وكانت أكبر شركة شركة جونز مانفيل الأمريكية. كان للنقابة عدة مطالب. وشملت هذه الإزالة من غبار الأسبستوس داخل وخارج الطاحونة؛ زيادة الأجور العامة بخمسة عشر سنتا في الساعة؛ زيادة قدرها خمسة سنتات في الساعة للعمل الليلي؛ صندوق للضمان الاجتماعي تديره النقابة؛ تنفيذ صيغة راند؛ و «وقت مزدوج» دفع للعمل في أيام الأحد والأعياد. وكانت هذه المطالب جذرية في كيبيك في ذلك الوقت، ورفضها أصحابها.
في 13 شباط 1949، صوت العمال على الإضراب. ويمثل العمال الاتحاد الوطني لموظفي صناعة التعدين والاتحاد الكندي والكاثوليكي للعمل. وكان جان مارشان الأمين العام للأخير، وغالباً ما يُنظر إليه على أنه القائد الفعلي للإضراب.
وكان الإضراب غير قانوني. انحاز رئيس وزراء كيبيك موريس دوبلاليس بقوة إلى الشركات، ويرجع ذلك إلى حد كبير إلى عدائه لجميع أشكال الاشتراكية. وارسلت حكومة المقاطعة فرق من الشرطة لحماية الالغام. وكان حزب اتحاد النقابات الوطنية في دونليسيس متحالفاً بشكل وثيق مع الكنيسة الكاثوليكية منذ فترة طويلة، ولكن أجزاء من الكنيسة ستتحرك لدعم العمال. كان السكان ووسائل الإعلام في كيبيك متعاطفين مع المضربين. وكان المراسل الرئيسي لـ «لو لايلير» جيرار بيليتييه، الذي كان متعاطفاً جداً مع قضية العمال. كما غطى بيير إليوت ترودو الإضراب بطريقة متعاطفة.
بعد ستة أسابيع من الإضراب، استأجر جونز مانفيل محطمي الاضراب للحفاظ على الألغام مفتوحة. وكان المجتمع منقسماً بشدة حيث تجاوز بعض العمال خطوط الاعتصام. تحول الاضراب إلى العنف عندما هاجم الـ 5000 مهاجم، ودمروا ممتلكات الـ «الجلبة'» وتخويفهم بالقوة. تم إرسال المزيد من رجال الشرطة لحماية محطمي الاضراب. وقاتل عمال المناجم والشرطة المضربون على خط الاعتصام وألقي القبض على مئات من عمال المناجم. وشملت بعض الحوادث: في 14 آذار/مارس، دمر انفجار ديناميت جزءا من مسار السكك الحديدية الذي أدى إلى ممتلكات تابعة لشركة جونز مانفيل الكندية. وفي 16 مارس/آذار، قلب المهاجمون سيارة جيب تابعة للشركة، مما أدى إلى إصابة أحد الركاب.
حصل المضربون على دعم النقابات الكندية وبعض الكنيسة الكاثوليكية في كيبيك. وأثرت الكنيسة الكاثوليكية، التي كانت حتى ذلك الوقت تدعم إلى حد كبير حكومة ديبليسيس الوطنية للاتحاد، تأثيرا عميقا على الإضراب. بعض الكهنة دعموا الشركات، لكن معظمهم انحازوا إلى المضربين. وفي 5 آذار/مارس، ألقى رئيس الأساقفة جوزيف شاربونو خطاباً مؤيداً بشدة للاتحاد يطلب فيه من جميع الكاثوليك التبرع لمساعدة المضربين. وطلب رئيس الوزراء دبليسيس من الكنيسة نقل رئيس الأساقفة إلى فانكوفر بسبب تشجيعه للإضراب. رفضت الكنيسة، مما يشير إلى تغيير جذري في مجتمع كيبيك. استقال شاربونو وأصبح قسيسًا في مستشفى في فيكتوريا، كولومبيا البريطانية.
وفي 5 مايو/أيار، أطلق المضربون جهداً لإغلاق المنجم في الأسبستوس من خلال تحصين المنجم وكل طريق من المدينة وإليها. وفشلت محاولات الشرطة لشق طريقها بالقوة عبر الحواجز. تراجع المضربون عندما تعهدت الشرطة بفتح النار على المضربين. وفي اليوم التالي، تمت قراءة قانون الشغب وبدأت اعتقالات جماعية للمضربين، بما في ذلك مداهمة الكنيسة. تعرض المضربون المقبوض عليهم للضرب وتعرض قادتهم للضرب المبرح.
وبعد الاعتقالات، قررت النقابات أن عليها التوصل إلى حل وسط، وبدأت المفاوضات مع الشركة. وعمل رئيس الأساقفة موريس روي، من مدينة كيبيك، وسيطا. وفي يونيو/حزيران، وافق العمال على العودة إلى العمل مع تحقيق مكاسب قليلة. وعندما انتهى النزاع، تلقى عمال المناجم زيادة طفيفة في الأجور، ولكن العديد منهم لم يستعيدوا وظائفهم قط.

## الأهمية
واحدة من النزاعات العمالية الأكثر عنفا ومرارة في كيبيك والتاريخ الكندي، أدى الإضراب إلى اضطرابات كبيرة في مجتمع كيبيك. وقاد الاضراب إلى حد كبير جان مارشان، وهو وحدوى عمالي. كما لعب الصحفي جيرار بيليتييه ورئيس الوزراء الكندي المستقبلي بيير إليوت ترودو، الذي كان آنذاك صحفياً، أدواراً مهمة. أصبح مارشاند وبيليتييه وترودو في نهاية المطاف سياسيين كنديين بارزين وكانوا معروفين في وقت لاحق في حياتهم السياسية باسم les trois colombes (الثلاثة الحكماء). سوف يؤسسون إلى حد كبير اتجاه فدرالية كيبيك لجيل واحد.
قام ترودو بتحرير كتاب بعنوان «إضراب الأسبستوس»، الذي قدم الإضراب على أنه أصل كيبيك الحديثة، وصوره على أنه «إعلان عنيف بأن حقبة جديدة قد بدأت.» يجادل بعض المؤرخين بأن المضربين كانوا يسعون ببساطة إلى ظروف أفضل، وأن التغيير الناتج في المجتمع كان نتيجة ثانوية غير مقصودة.
وكان الرأي العام في معظم الإضراب داعماً بشكل عام للعمال المضربين. وقد تجلى هذا الدعم، بما يتجاوز قيمته المعنوية، من خلال الدعم النقدي وتوفير الأحكام. ومن المرجح أن الإضراب كان سيفشل بسرعة لولا إقامة هذا النوع من الدعم.
في عام 2004، نُشر كتاب باللغة الفرنسية عن إضراب الكاتبة المؤرخة إيستر ديليسل وبيار ملوف تحت عنوان Le Quatuor d'Asbestos.